# José Greco
José Greco (né Costanzo Greco Bucci à Montorio nei Frentani le 23 décembre 1918 en Italie, et mort le 31 décembre 2000 à Lancaster,  Pennsylvanie) est un danseur de flamenco et chorégraphe espagnol connu pour avoir popularisé la danse espagnole sur la scène et à l'écran en Amérique, principalement dans les années 1950 et 1960.

## Biographie
José Greco, né d'un couple espagnol et italien, vit en Espagne avant de partir en 1928 avec sa famille pour New York, à l'âge de dix ans. Il commence très jeune à danser à Brooklyn avec sa sœur Norina.
Greco fait ses débuts comme danseur  professionnel en 1937 au New York Hippodrome de Manhattan. Ses partenaires les plus célèbres sont La Argentinita et, après sa mort, sa sœur Pilar López. En 1949, il fonde la Compagnie de danse José Greco, qu'il dirige à partir de 1951 et avec laquelle il fait des tournées de façon intensive, en Europe, Amérique du Sud et les USA,.
Il apparaît également dans plusieurs films, dont Sombrero (1953), Around the World in 80 Days (1956), Holiday for Lovers (1959), Ship of Fools (1965), et The Proud and the Damned (1972).
Il reçoit de nombreuses distinctions au cours de sa carrière.

## Filmographie
- 1953 : Sombrero de Norman Foster - Gitanillo de Torrano
- 1956 : Le Tour du monde en quatre-vingts jours  (Around the World in 80 Days) de Michael Anderson - Le danseur de flamenco
- 1965 : La Nef des fous  (Ship of Fools) de Stanley Kramer -  Pepe
- 1972 : Les Orgueilleux (en) de Ferde Grofé Jr - Ramon